# يو إف سي 67
يو إف سي 67: الكل أو لا شيء (بالإنجليزية: UFC 67: All or Nothing)‏ هو حدث لفنون القتال المختلطة نظمته يو إف سي، أُقيم في 3 فبراير 2007، على مركز أحداث ماندالاي باي في لاس فيغاس ستريب، نيفادا، الولايات المتحدة.